# Росанас, Серхи
Серхи Росанас Морагас (исп. Sergi Rosanas Moragas; род. 29 января 2001, Кабрера-де-Мар) — испанский футболист, защитник клуба «Прат».

## Клубная карьера
Росанас — воспитанник клуба «Барселона». В 2021 году он дебютировал за дублирующий состав.
Летом 2023 года Росанас перешёл в роттердамскую «Спарту», подписав двухлетний контракт до середины 2025 года. 2 сентября 2023 года дебютировал за дублирующий состав «Йонг Спарта» в матче второго дивизиона Нидерландов против «Харденберга». 20 декабря в поединке Кубка Нидерландов против АДО Ден Хааг Серхи дебютировал за основной состав. 17 февраля 2024 года забил дебютный гол за «Йонг Спарта» в матче с «Лиссе». 5 мая в матче против ПСВ он дебютировал в Эредивизи, выйдя на замену вместо Саида Бакари на 88-й минуте. 3 января 2025 года «Спарта» объявила о расторжении контракта с Росанасом.
В январе 2025 года перешёл в испанский клуб «Прат».